# Yvan Ouedraogo
Yvan Ouedraogo (Bordeaux, 22 marzo 2002) è un cestista francese.

## Carriera

### Nazionale
Con la nazionale Under-19 francese ha disputato i Mondiali di categoria del 2021, conclusi al secondo posto finale.